# Margarites keepi
Margarites keepi är en snäckart som beskrevs av A. G. Smith och M. Gordon 1948. Margarites keepi ingår i släktet Margarites och familjen pärlemorsnäckor. Inga underarter finns listade i Catalogue of Life.